# Juan Fernando López Aguilar
Juan Fernando López Aguilar (Las Palmas de Gran Canaria, 10 de junio de 1961) es un político, profesor y jurista español, afiliado al Partido Socialista Obrero Español (PSOE).
Fue diputado por Las Palmas desde la vii legislatura. Desempeñó el cargo de ministro de Justicia del Gobierno de José Luis Rodríguez Zapatero entre 2004 y 2007. Entre 2007 y 2010 ejerció de secretario general del Partido Socialista de Canarias (PSC-PSOE). Es diputado en el Parlamento Europeo desde 2009.

## Biografía

### Infancia y juventud
Nació el 10 de junio de 1961 en la ciudad de Las Palmas de Gran Canaria. Cursó sus estudios preuniversitarios en el Colegio Claret y en el Instituto Pérez Galdos de Las Palmas. Es el mediano de tres hermanos. Sus padres fallecieron cuando tenía 20 años de edad.
Aficionado al dibujo y a la pintura, comenzó publicando caricaturas en el diario canario La Provincia desde 1977. Fue autor de una serie de cómic llamada Gaudeamus, con guion de Andrés Sopeña Monsalve (ensayista y profesor de Derecho de la Universidad de Granada). Durante sus años de estudio en esta universidad, sus caricaturas y viñetas aparecieron regularmente publicadas en los periódicos Sur de Málaga y el Ideal de Granada. En 1981 se editó una recopilación de estas tiras (Editorial Grijalbo), basadas en las andanzas y desventuras de un PNN («Profesor No Numerario»). Durante años compaginó sus estudios con el trabajo de dibujante de historietas, publicados en distintas revistas.
Se afilió al Partido Socialista Obrero Español (PSOE) en 1983.
Licenciado en Derecho por la Universidad de Granada con "Premio Extraordinario" y "Premio Nacional de Fin de Carrera", licenciado en Ciencias Políticas y Sociología por la Universidad Complutense de Madrid (UCM), becario de la Fundación Príncipe de Asturias en Estados Unidos, máster en Derecho y Diplomacia por la Fletcher School of Law and Diplomacy (Universidad Tufts, Boston, Massachusetts), y Doctor en Derecho por la Universidad de Bolonia, con "Premio Extraordinario". Catedrático de Derecho Constitucional de la Universidad de Las Palmas de Gran Canaria (1993).[cita requerida]

### Asesoramiento y consultoría
En 1990 fue nombrado asesor ejecutivo del gabinete del ministro de Justicia Enrique Múgica y posteriormente desempeñó el cargo de jefe de gabinete de los ministerios de Administraciones Públicas (1993) y Educación y Ciencia. En 1999 coordinó la candidatura socialista a la presidencia del Gobierno de Canarias.
Desde 1993 ocupa la Cátedra de Derecho Constitucional en la Facultad de Ciencias Jurídicas y Sociales de la Universidad de Las Palmas de Gran Canaria. 
Como constitucionalista, ha realizado trabajos de consultoría y asesoramiento constitucional para el Consejo de Europa (1996-2000) y la Comisión de Venecia (Democracia por medio de la Ley), efectuando misiones en numerosos países (Sudáfrica, Ecuador, Moldavia, Azerbaján, Filipinas, entre otros).[cita requerida] Ha realizado estancias investigadoras y como profesor invitado en Universidades extranjeras de todo el mundo (Oklahoma, Fukuoka, Manila, Montreal, Boston, Bolonia, Milán, Calabria).[cita requerida]
Es titular de la Cátedra Jean Monnet de Derecho e Integración Europea desde 1999. 

### Diputado en el Congreso
En el XXXV Congreso Federal del PSOE (2000) fue elegido secretario de Libertades Públicas y Desarrollo autonómico. Desde entonces hasta hoy[¿cuándo?] ha sido miembro de la Comisión Ejecutiva Federal y del Comité Federal del PSOE. Elegido diputado por la provincia de Las Palmas en marzo de 2000, fue reelegido en 2004 y 2008 como cabeza de lista al Congreso de los Diputados. Durante la vii legislatura (2000-2004) fue portavoz de Justicia por el PSOE en la cámara baja.

### Ministro de Justicia
Desde 2004 a febrero de 2007 fue ministro de Justicia en el primer Gobierno de José Luis Rodríguez Zapatero. En el tiempo que dirigió el Ministerio de Justicia, se aprobaron 21 leyes, que están vigentes, y se enviaron 30 Proyectos de Ley al Parlamento para su aprobación. Entre las más destacadas figuran: la modificación del Código Civil en materia de Separación y Divorcio (26 de noviembre de 2004); la Ley de modificación del Código Civil para permitir el matrimonio entre personas del mismo sexo (30 de diciembre de 2004); la Reforma de la Ley Orgánica del Poder Judicial (28 de diciembre de 2004); la reforma de la Ley Orgánica del Tribunal Constitucional (agosto de 2005); la Ley de Acceso a la Abogacía y la Procura (30 de octubre de 2006); la Ley de Sociedades Profesionales (27 de enero de 2006). El Ministerio de Justicia participó asimismo en las Leyes Orgánicas contra la Violencia de Género, de Igualdad y de promoción de la autonomía personal.
Asimismo se constituyó la Fundación Pluralismo y Convivencia (25 de enero de 2005); crearon los Juzgados de Violencia sobre la Mujer; una Oficina de Asistencia a las Víctimas del Terrorismo; o el Reglamento de la Ley de Responsabilidad Penal del Menor (30 de julio de 2004).
Se implantaron nuevos juzgados de los Mercantil; especialización del Ministerio Fiscal contra la Violencia de Género; fortalecimiento y radicación territorial de la Fiscalía Anticorrupción; Ley de Modificación del Estatuto Orgánico del Ministerio Fiscal; Plan de Implantación de la Nueva Oficina Judicial (mayo de 2005).
Tras finalizar su mandato como ministro de Justicia, fue el autor de su autorretrato al óleo para la galería de exministros de Justicia, que cedió gratuitamente al ministerio.

### Candidatura a la presidencia de Canarias
El 28 de octubre de 2006 fue oficialmente designado candidato del PSOE a la presidencia de Canarias para las elecciones autonómicas de 2007, anunciándose el 7 de febrero de 2007 su relevo por parte del fiscal Mariano Fernández Bermejo al frente del Ministerio de Justicia.
Bajo su liderazgo, el Partido Socialista de Canarias (PSC-PSOE) fue la lista más votada en las elecciones autonómicas canarias del 27 de mayo de 2007. La candidatura del PSC-PSOE pasó de 15 escaños a 26 (sobre un total de 60). No obstante, un acuerdo de investidura entre Coalición Canaria (19 diputados) y el Partido Popular (15 diputados) impidió su investidura como presidente regional.

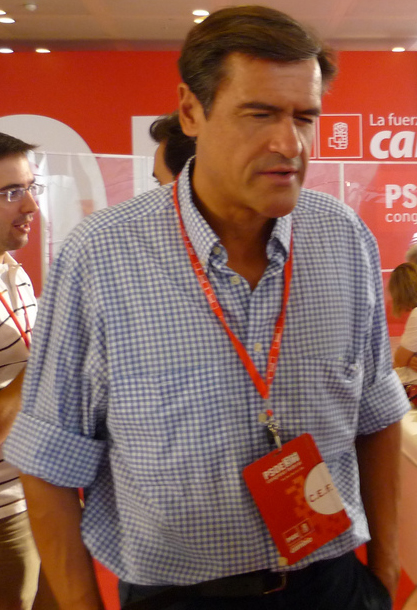
Juan Fernando López Aguilar en 2008.

En el año 2007 fue elegido secretario general de los socialistas canarios en el VIII Congreso del PSC-PSOE.

### Primera legislatura europea (2009-2014).
En el año 2009 encabezó la lista del PSOE para las elecciones europeas, la cual fue la segunda fuerza más votada con 23 representantes, por detrás del Partido Popular, con 24 representantes y algo más de siete millones de votos. A partir de 2009, ejerció de presidente de la Delegación Socialista Española en el Parlamento Europeo, de vicepresidente del PSE, y de presidente de la Comisión de Libertades, Justicia e Interior.

### Segunda legislatura europea (2014-2019)
Fue reelegido de nuevo como miembro del Parlamento Europeo en las elecciones de mayo de 2014. Aunque había sido cabeza de lista en las elecciones anteriores de 2009, en las de 2014 se presentó en la posición número cuatro del PSOE. Estuvo adscrito a las comisiones parlamentarias de Libertades Civiles, Justicia e Interior, Asuntos Exteriores y Desarrollo. Durante esta Legislatura fue Presidente del Intergrupo contra el Antisemitismo y Vicepresidente de la Asamblea Paritaria ACP-UE. En la Comisión de Libertades, Justicia e Interior fue Ponente del Código Europeo de Visas, del Informe de Iniciativa sobre Visas Humanitarias y el Acuerdo de Asociación de la U.E. con Andorra, Mónaco y San Marino.

### Tercera legislatura europea (2019-2024)
López Aguilar pasó de ser el cuarto en la lista del PSOE a las elecciones europeas en 2014 a la decimocuarta en las elecciones de 2019, de igual forma el PSOE logró hasta 21 escaños revalidando su acta como eurodiputado. Es Presidente de la Comisión de Libertades Civiles, Justicia y Asuntos de Interior y miembro de la Conferencia de Presidentes de Comisión y de la Delegación en la Asamblea Parlamentaria Paritaria ACP-UE.

### Cuarta legislatura europea (2024-)
Se presentó por el PSOE a las elecciones al Parlamento Europeo de 2024, obteniendo su escaño de eurodiputado.

## Polémicas

### Apartamiento temporal del Grupo Socialista del Parlamento Europeo
El 7 de abril de 2015 solicitó su suspensión de militancia y su apartamiento temporal del Grupo Socialista en el Parlamento Europeo e ingresar en el grupo de No inscitos de forma cautelar a raíz de una denuncia por maltrato a su exmujer. Sostuvo haber sido «víctima de una denuncia falsa»; En julio de ese mismo año, el Tribunal Supremo la archivó definitivamente al no encontrar carácter inculpatorio en ninguno de los hechos, sin haber llegado a estar imputado en ningún momento. A partir de ese momento restableció su militancia en el PSOE y su actividad plena como miembro del Comité Federal y en el Grupo Socialista en el Parlamento Europeo. 

## Obras
Autor de una quincena de libros, entre ellos: La Oposición Parlamentaria y el Orden Constitucional (1988); Minoría y Oposición en el Parlamentarismo (1991); Lo Constitucional en el Derecho (1996); Justicia y Estado Autonómico (1994); La Justicia y sus problemas en la Constitución (1996); Estado Autonómico y Hechos Diferenciales (1998); La Aventura Democrática (2009); Japón. Constitución, Parlamentarismo y Poder Judicial: una mirada española (2009); coautor del Manual de Derecho Constitucional en 2 Vols. (ed. Tecnos), coordinado por F. Balaguer (2009, y sucesivas ediciones); Europa: suicidio o rescate (2013); Juan Negrín López, 1892-1956 (2014); La socialdemocracia y el futuro de Europa (2014); Europa, Parlamento y Derechos: Paisaje tras la Gran Recesión (2017). Ha publicado, asimismo, el libro de caricaturas políticas De Aznar a ZP (2009), y más de un centenar de artículos científicos en revistas especializadas españolas y extranjeras de Derecho Constitucional (Italia, EE. UU., Japón, Canadá, Filipinas, Francia, entre otros).

## Distinciones honoríficas
- Caballero Gran Cruz de la Orden de San Raimundo de Peñafort (13 de abril de 2007)[10]